# Estadio Koning Willem II
El Koning Willem II Stadion es un estadio de fútbol ubicado en Tilburg en el sur de los Países Bajos, el estadio fue inaugurado el 31 de mayo de 1995. El estadio es sede del equipo de la ciudad, el Willem II que juego en la Eredivisie.
El estadio tiene capacidad para 14 500 espectadores. A partir del 30 de enero de 2009, se agregó el indicativo «Rey» al nombre del estadio, como un homenaje al rey Guillermo II de los Países Bajos y con el interés de profundizar aún más el vínculo del club con la figura histórica de dicho monarca.
Todos los asientos del estadio están cubiertos y calefaccionados, contando también el campo de juego con sistemas de calefacción. El estadio en su forma actual se inauguró oficialmente el 31 de mayo de 1995. Willem II solía jugar sus partidos en casa en el antiguo Parque de Deportes Municipal de Tilburg. A finales de 1992 se inició la demolición de su antiguo hogar y en 1995 se completó la construcción del nuevo estadio.
En marzo de 2001 se renovó el edificio principal del estadio, el cual cuenta con dieciséis salas de negocios, un restaurante, una sala de conferencias, un club de negocios, una tienda del club y una cafetería para aficionados.